# Ricardo Grüneisen
Ricardo Eduardo Grüneisen (Buenos Aires, 18 de octubre de 1917-desconocido) fue un empresario y abogado argentino, que se desempeñó como presidente del Banco Central de la República Argentina durante la presidencia de Juan Carlos Onganía. En el ámbito privado, se destacó como empresario petrolero y coleccionista de arte.

## Biografía
Nació en el seno de una familia de orígenes suizos y franceses en 1917 en Buenos Aires. Se recibió de Abogado en la Universidad de Buenos Aires, especializándose en sociedades. Comenzó su carrera ayudando a su padre Carlos en diversos emprendimientos, entre los que se destacaba la Compañía Suizo Argentina de Electricidad, que poseía la mayor parte de las usinas de energía en la provincia de Buenos Aires. A partir de esta última compañía crea ASTRA, primera compañía petrolera de capitales totalmente privados en el país, que en 1992 fue vendida a Repsol. Otros negocios incluyeron Darkel, manufacturadora de electrodomésticos, como también concesionarias de Fiat y la curtiembre La Chaqueña.
Fue miembro del directorio de la editorial Emecé. Siempre interesado en la cultura, fue coleccionista de arte, mecenas en el Museo de Bellas Artes de Houston y del Museo de Bellas Artes de Buenos Aires. La decisión de vender la petrolera para continuar expandiéndose en el mercado cultural fue una decisión que continuaron sus descendientes, hijos que tuvo con la portuguesa María Victoria Piano.
Desde la década de 1960 fue miembro del Consejo Empresarial Argentino, que presidió entre 1961 y 1970. Durante la presidencia de facto de Juan Carlos Onganía, apoyó el plan económico de Adalbert Krieger Vasena, con quien tenía confianza. Durante aquel mismo proceso, autoproclamado Revolución Argentina, Alejandro Lanusse lo nombró al frente del Banco Central, teóricamente, porque representaba un contrapeso del sector privado petrolífero al que representaba Jorge Carcagno como presidente de la estatal YPF. Se desempeñó en el cargo entre el 28 de abril de 1971 y 24 de agosto de 1971, cuando deja el cargo, pero sigue siendo asesor en materia económica de Lanusse.
La familia Grüneisen es una de las mayores fortunas de la Argentina, siendo dueña de la cadena de librerías El Ateneo, de la cual se destaca El Ateneo Grand Splendid, que adquirieron siendo un teatro a punto de cerrar para hacerla restaurar e inaugurarla como librería.